# 헤르페스 심플렉스 바이러스

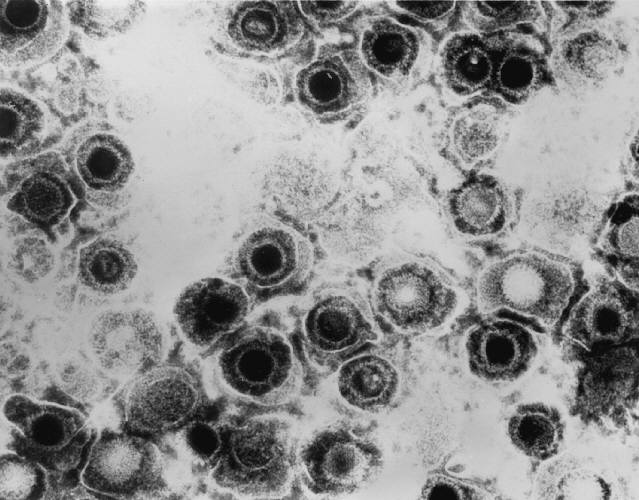

헤르페스 심플렉스 바이러스(Herpes simplex virus)는 단순포진(Herpes simplex)을 일으키는 바이러스이다.

## 설명
HSV-1은 1형 단순포진(구순단순포진, Herpes simplex labialis)과 HSV-2는 2형 단순포진(성기 단순포진, Herpes simplex genitalis)을 일으킨다. 1형 헤르페스는 전세계 인구 60% 이상이 보유하고 있을 정도로 매우 흔하다. 겨울철 발생 빈도가 높은 구내염은 '헤르페스 구내염'과 '아프타성 구내염'으로 구분된다.
단순포진은 헤르페스심플렉스바이러스(HSV)가 주 감염원이다. 입술, 코, 구강점막 등에 증상을 유발하는 타입1(HSV-1)과 성기에 증상을 유발하는 타입2(HSV-2)로 나뉜다.
남성의 경우 소변으로 하는 성병검사로는 헤르페스를 확인할 수 없다.
여자 헤르페스 2형(en:Genital herpes)은 생식기에 물집이 생기는 것이다. 처음에는 증상이 거의 없거나 가벼운 수준이지만, 2~20일이 지나면서 가려움과 통증이 시작되고, 수 일 내로 가벼운 피부 병변이 나타난다. 생식기 통증, 가려움, 불쾌감, 가려움, 찌릿거림, 반점, 배뇨시 통증, 미열, 두통 등이 동반된다. 과음, 스트레스, 감기 등 면역력에 영향을 주는 요소에 따라 1년에 평균 4~5회가량 재발한다.
헤르페스는 한 번 걸리면 평생 몸에 지닌 채 살아가야 하고, 아직까지 예방법도 없다. 헤르페스 바이러스에 감염돼 수포가 발생하면 주로 극심한 통증을 동반하게 된다. 하지만 잠복기 상태일 때는 통증이 없어, 이 때 감염이 될 수 있다. 감염자의 60% 정도가 무증상이다. 성기에 수포가 발생하면, 홍반성 병변위에 수포성 군집이 특징이다. 농포와 궤양 및 최종 단계로 딱지의 형성까지 병변이 진행될 수 있다.
헤르페스 바이러스에 감염된 임산부의 경우, 감염 우려로 제왕절개를 고려해야 한다. 콘돔의 사용은 HSV-2 감염된 자의 파트너에 대한 전파를 50% 정도 감소시킬 수 있다. 임신 전에 헤르페스에 걸린 엄마에게서 나온 신생아는 감염될 가능성이 아주 낮다. 반면에, 임신 중에 헤르페스에 걸린 산모는 태아나 분만 시 아기에게 헤르페스를 전염시킬 가능성이 아주 높다.

## 같이 보기
- 헤르페스 심플렉스
- 2형 단순포진(영어판)